# Басмановское
Басмановское — село в Талицком городском округе Свердловской области, Россия.

## Географическое положение
Село Басмановское муниципального образования «Талицкого городского округа» Свердловской области находится на расстоянии 45 километров (по автотрассе в 49 километрах) к югу от города Талица, преимущественно на правом берегу реки Беляковка (левый приток реки Пышма). В окрестностях села расположен пруд. По селу пролегала дорога из Шадринска в Ирбит. Климат местности умеренный, здоровый; местность сухая и возвышенная; окрестности покрыты редким лесом; вода в реках и озёрах чистая; почва частию чернозёмная, частию супесок, или суглинок; при удобрении она даёт хорошие урожаи.

## История села
Своё название поселение получило от реки Басманиха. В начале XX века главным занятием сельчан было земледелие.

## Свято-Троицкая церковь
Первый деревянный с одним престолом во имя святого пророка Илии упоминался в указах с 1732 года. В 1793 году был построен второй деревянный храм, вместо обветшавшего, во имя святой Живоначальной Троицы с приделом в честь святого пророка Илии. Придел был закончен в 1797 году, а 20 июля 1797 году был освящён, а главный храм был освящён 6 октября 1803 года. В 1842 году, вследствие ветхости деревянного храма, был заложен каменный храм во имя святой Троицы с приделом в честь святого пророка Илии. 20 июня 1848 года был освящён придел храма, а 21 мая 1860 года был освящён и главный храм. Оба храма строились на средства прихожан и на добровольные пожертвования, собиравшиеся по книжкам. В 1899 году иконостасы в храме были обновлены на средства церковно-приходского Попечительства. В начале XX века причт состоял из священника и псаломщика, которые проживали в церковных домах. Церковь была закрыта в 1930-е годы. В настоящее время открыт молитвенный дом.

## Часовня
В начале XX века в селе существовала часовня.

## Население
| 2002 | 2010 | 2021 |
| ---- | ---- | ---- |
| 885  | ↘738 | ↘558 |